# Lidabackegården

Lidabackegården är lokaler som ägs av Pingstförsamlingen i Julita distrikt (Äsköping).
Lokalerna innefattar en stor maskinhall som man kan ha olika möten och sammankomster, marknader, sportaktiviteter osv. i. Dessutom finns det en del som tidigare var affär, och som lämpar sig bättre för mindre samlingar och liknande, och en del med biljard och pingisbord.
Lidabackegården är en stor gul byggnad i nära anslutning till Julitas ICA-affär.